# 龍珠島

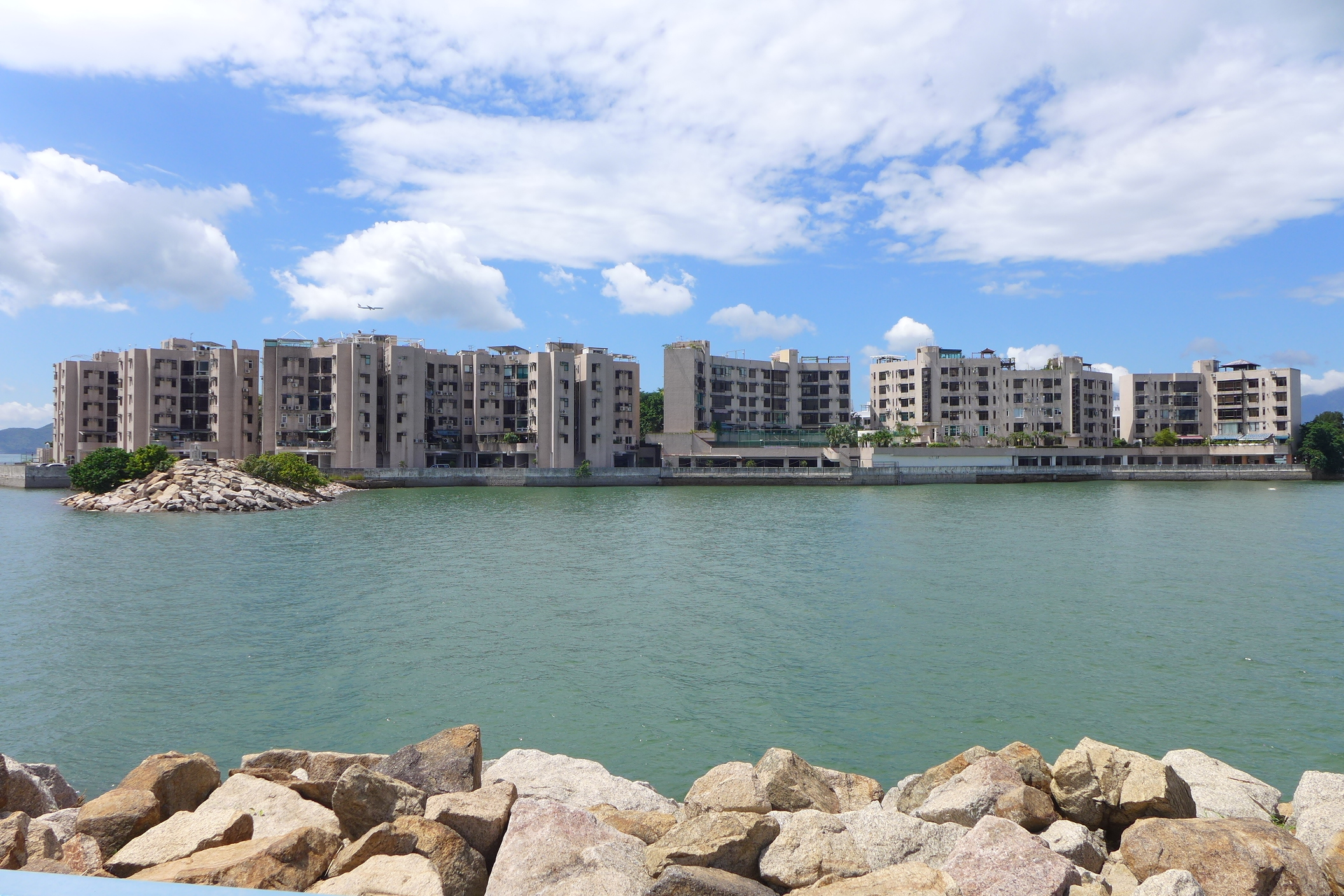
龍珠島住宅

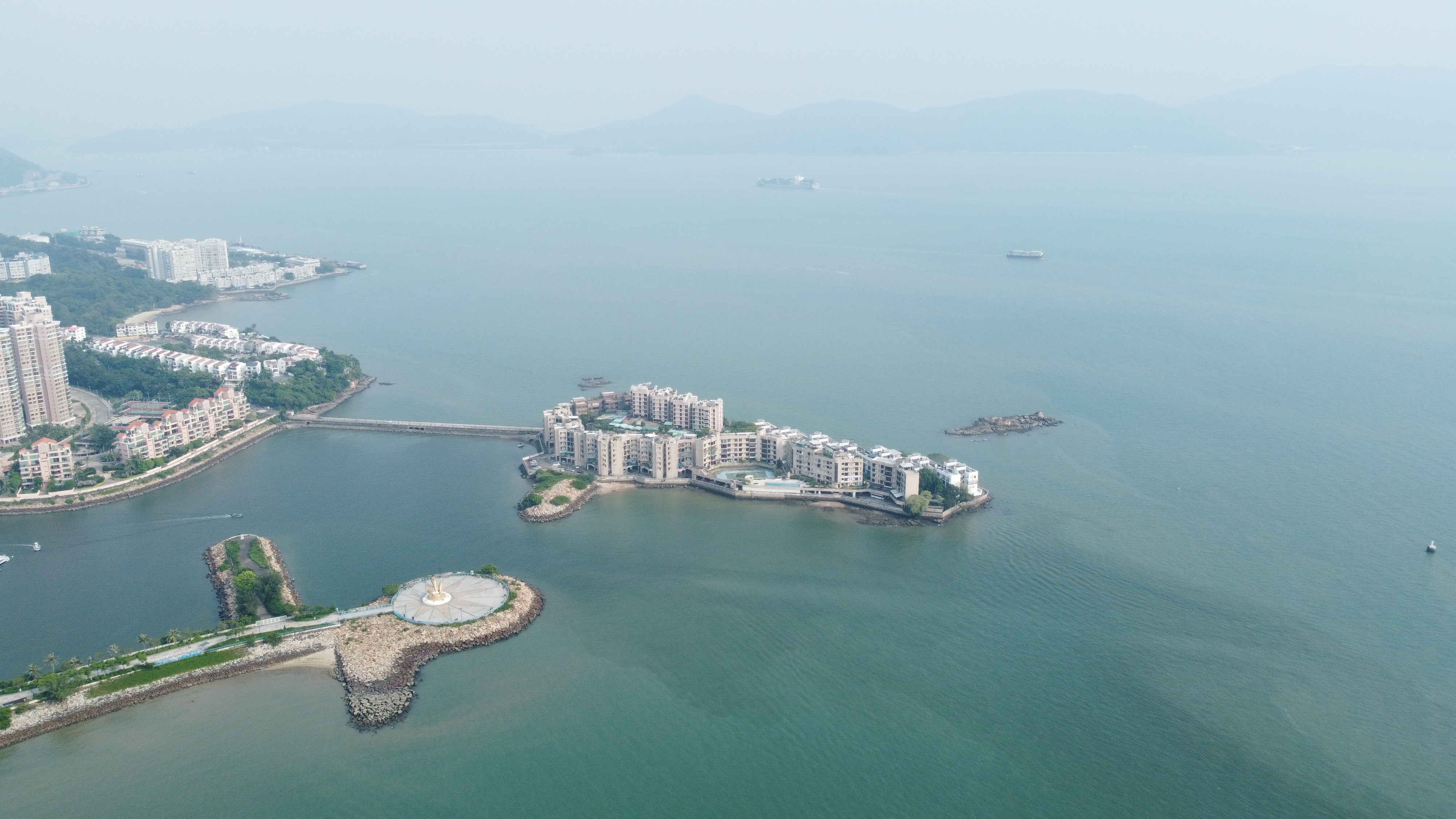
航拍龍珠島，左上角為連接龍珠島的青龍路

22°21′55″N 113°59′22″E / 22.3652°N 113.9894°E
龍珠島（英語：Pearl Island）是香港新界屯門東南面一小島，面積僅約3公頃，距離掃管笏和小欖不遠（青山公路17咪半）。現時島上建有數個低密度住宅屋苑，以短堤相接陸地。

## 歷史
龍珠島舊稱琵琶洲，因島的外形而得名，早在明朝《粤大記》、清朝中葉的《沿海全圖》及道光二年的《海防輿圖》均有記載。相傳青山當地的鄉民以「汲水磨刀劏赤鱲，沙洲龍鼓彈琵琶」形容新界西部島嶼海貌。琵琶洲靠近掃管灘的東面部份原是一個高約18米的小山崗，東北面有一個沙灘。島的地形往西面逐漸平緩和收窄，西端有岩石岸邊和嶕石群。1960年代前，琵琶洲是一個無人居住的荒島，常有人到琵琶洲一帶海域划艇和釣魚。最靠近琵琶洲的陸地是駐港英軍哥頓軍營的一部份，屬已婚啹喀兵宿舍，即現今蟠龍半島的山崗。
20世紀中期，青山公路沿路一帶是新界旅遊勝地。屯門鄉紳陳日新早於1951年於青山新墟開設鹿苑酒店。1960年，他看準機遇，計劃將這個小島獨資開發成一個渡假村，並曾一度打算以他公司的名稱把島改稱新洲。開發琵琶洲的工程龐大，發展商先平整島上的山崗，作為酒店的選址；又於小島的四周築堤填海，以建造島南的臨海別墅群。而數最重要的工程則為建造一條連接陸地的跨海橋，該橋長250碼，闊26尺，連接原英軍軍路到青山公路。跨海橋於1964年落成，酒店和別墅群隨即動工興建，工程期間曾因融資問題而一度停工。
1970年，龍珠島酒店開幕，發展商將琵琶洲改名為龍珠島，新名沿用至今。三層高的龍珠島酒店擁有58間客房，中西餐廳、酒吧、舞池、海浴設施、遊樂場等不同設施，由陳日新與船商黃長銘、建築商梁振邦合組的「龍珠島貿易旅遊發展有限公司」營運，公司於1973年在遠東和金銀兩交易所上市（後來梁振邦因遭受當地勢力人士恐嚇而退出）。發展商曾計劃在島上興建單軌火車、空中吊車、海上酒家和海底水族館等，但最終未有落實。1970至80年代初，香港甲組足球聯賽多支球隊常到龍珠島上集訓。
1970年12月，位於島西南面的龍珠島別墅（第一期發展）落成，屋苑樓高四層，不設升降機，住宅的中庭建有相互交錯的樓梯，當時多為有錢人和公司購入作渡假屋。自此，島上開始有人長期居住，使之取代鴨洲成為香港有人島中面積最小的離島。離龍珠島別墅不遠的龍珠島東座別墅（第二期發展），於1978年建成，屋苑樓高五層，不設升降機。位於島北的龍珠島花園（第三期發展）於1990年落成，屋苑樓高六層，設有泳池、網球場等設施，各座均設有升降機。1989年，龍珠島酒店拆卸，原址發展成龍珠花園，於1990年落成，屋苑樓高六層，設有泳池。
自酒店結業後，龍珠島成為一個純住宅區，只准居民進入，橋頭有保安看守，島上再沒有開設任何商鋪和食肆，只有兩部自動售賣機提供服務，居民多數前往黃金海岸商場或屯門購置生活所需。雖然龍珠島交通不便，但其三面環海的寧靜居住環境仍然吸引不少人遷居到島上。

## 事件
2017年，颱風天鴿吹襲香港，龍珠島的跨海橋被水淹，有居民在風暴期間駕車橫過橋樑，險象環生。

## 交通
龍珠島花園設有居民巴士NR760線，往返黃金海岸商場及置樂花園，島上居民均可乘搭，龍珠島花園住戶可享半價優惠。